# Липнязька сільська рада
| Липнязька сільська рада — колишній орган місцевого самоврядування у Добровеличківському районі Кіровоградської області з адміністративним центром у с. Липняжка. Сільській раді підпорядковані населені пункти: - с. Липняжка - с. Водяне - с. Володимирівка |

## Склад ради
Рада складалася з 25 депутатів та голови.

### Керівний склад ради
| ПІБ                          | Основні відомості                                                         | Дата обрання | Дата звільнення |
| ---------------------------- | ------------------------------------------------------------------------- | ------------ | --------------- |
| Торовик Віктор Володимирович | Сільський голова, 1956 року народження, освіта, член Партії регіонів      | 26.03.2006   | 31.10.2010      |
| Торовик Віктор Володимирович | Сільський голова, 1963 року народження, освіта вища, член Партії регіонів | 31.10.2010   |                 |

Примітка: таблиця складена за даними джерела

## Населення
Згідно з переписом УРСР 1989 року чисельність наявного населення сільської ради становила 5042 особи, з яких 2337 чоловіків та 2705 жінок.
За переписом населення України 2001 року в сільській раді мешкали 4542 особи.

### Мова
Розподіл населення за рідною мовою за даними перепису 2001 року:
| Мова       | Відсоток |
| ---------- | -------- |
| українська | 96,20 %  |
| російська  | 2,56 %   |
| молдовська | 0,69 %   |
| вірменська | 0,18 %   |
| білоруська | 0,04 %   |
| болгарська | 0,04 %   |
| румунська  | 0,04 %   |
| угорська   | 0,02 %   |
| інші       | 0,23 %   |